# 拉卡特尼克角

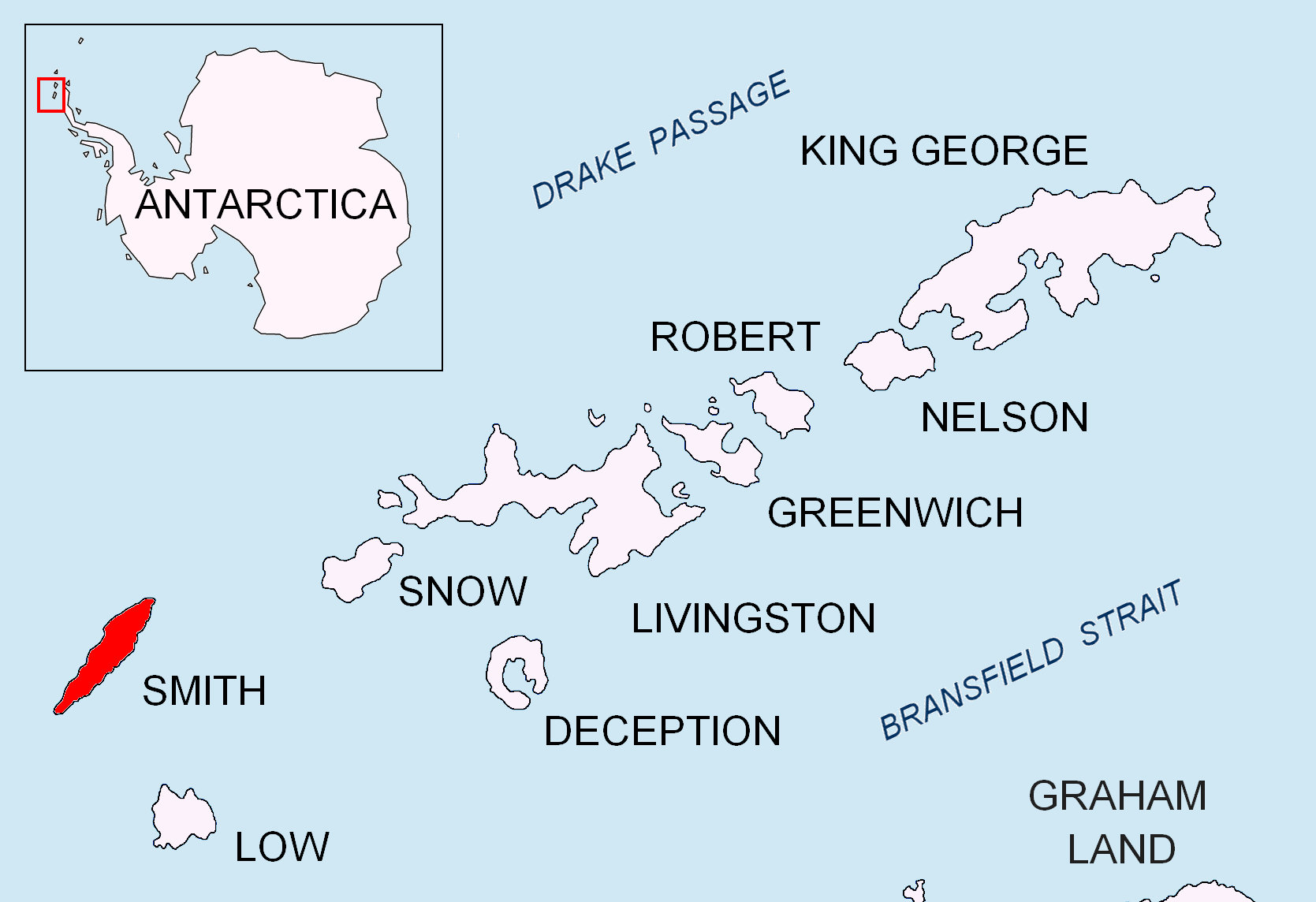

拉卡特尼克角是南極洲的海岬，位於南設得蘭群島的史密斯島，處於利斯塔角東北面1.6公里、史密斯角東北面11公里、加爾門角西南面2.66公里和史密斯角西南面22公里，名稱來自保加利亞西部的同名鄉鎮。
63°00′30″S 62°37′18″W / 63.00833°S 62.62167°W

## 外部連結
- SCAR Composite Antarctic Gazetteer（页面存档备份，存于）